# Xavi Quintillà
Xavier Quintillà Guasch (Lleida, 23 agosto 1996) è un calciatore spagnolo, difensore del Krasava ENY Ypsōnas.

## Biografia
Ha un fratello, anch'egli calciatore.

## Caratteristiche tecniche
È un terzino sinistro.

## Carriera

### Club
Cresciuto nel settore giovanile del Barcellona, ha esordito fra i professionisti il 22 agosto 2015 disputando con la seconda squadra del club catalano l'incontro di Segunda División B perso 2-1 contro il Cornellà.

### Nazionale
Ha giocato nelle nazionali giovanili spagnole Under-16, Under-17, Under-18 ed Under-19.

## Statistiche
Statistiche aggiornate al 29 aprile 2019.

### Presenze e reti nei club
| Stagione        | Squadra         | Campionato      | Campionato | Campionato | Coppe nazionali | Coppe nazionali | Coppe nazionali | Coppe continentali | Coppe continentali | Coppe continentali | Altre coppe | Altre coppe | Altre coppe | Totale | Totale | Totale |
| Stagione        | Squadra         | Comp            | Pres       | Reti       | Comp            | Pres            | Reti            | Comp               | Pres               | Reti               | Comp        | Pres        | Reti        | Pres   | Reti   |        |
| --------------- | --------------- | --------------- | ---------- | ---------- | --------------- | --------------- | --------------- | ------------------ | ------------------ | ------------------ | ----------- | ----------- | ----------- | ------ | ------ | ------ |
| 2015-2016       | Barcellona B    | SDB             | 8          | 0          |                 | -               | -               |                    | -                  | -                  |             | -           | -           | 8      | 0      |        |
| 2016-2017       | Lleida Esportiu | SDB             | 29         | 0          | CR              | 2               | 0               |                    | -                  | -                  |             | -           | -           | 31     | 0      |        |
| 2017-2018       | Villarreal B    | SDB             | 30         | 1          |                 | -               | -               |                    | -                  | -                  |             | -           | -           | 30     | 1      |        |
| 2018-2019       | Villarreal B    | SDB             | 20         | 3          |                 | -               | -               |                    | -                  | -                  |             | -           | -           | 20     | 3      |        |
| 2018-2019       | Villarreal      | PD              | 5          | 0          | CR              | 1               | 0               | UEL                | 1                  | 0                  |             | -           | -           | 7      | 0      |        |
| Totale carriera | Totale carriera | Totale carriera | 92         | 4          |                 | 3               | 0               |                    | 1                  | 0                  |             | -           | -           | 96     | 4      |        |

## Palmarès

### Club

#### Competizioni nazionali
- Campionato inglese di seconda divisione: 1

Norwich City: 2020-2021
- Supercoppa di Cipro: 1

APOEL: 2024